# 안병국 (소방공무원)

## 생애
안병국(1976년 7월 30일 ~ 2014년 7월 17일)은 대한민국의 소방공무원으로, 강원도소방본부 특수구조단 제1항공대에서 헬기 정비사로 근무하였다. 경기도 성남시 출신으로, 공군 항공기 정비 분야에서 14년간 복무한 경력을 살려 2009년 11월 10일 특채 형식으로 소방공무원에 임용되었다.
그는 특수구조 헬기의 정비와 점검을 담당하며, 고도의 기술력을 바탕으로 구조작전의 안정성을 뒷받침한 숨은 주역이었다. 평소 정비 기술 향상에 몰두하였고, 체력 단련과 자기계발에도 힘쓰는 열정적인 인물로 평가되었다.
2014년 7월 14일부터 세월호 실종자 수색 지원을 위해 전라남도 진도 해역에 투입되었으며, 7월 17일 복귀하던 중 광주광역시 광산구 장덕동 인근에서 헬기가 추락하여 순직하였다. 사고 당시 유로콥터 AS365N3 기종의 헬기는 기상 악화 속 복귀 중이었으며, 탑승자 5명 전원이 사망하였다.
사고 이후 안병국은 1계급 특진되어 소방위로 추서되었으며, 대전 국립현충원 소방관 묘역에 안장되었다. 강원도청에서 거행된 합동 영결식에는 유족과 동료 소방관, 정부 인사 등 500여 명이 참석하였으며, 그의 아들(8세)이 "엄마와 동생은 제가 돌볼게요"라는 편지를 읽어 많은 이들의 눈시울을 적셨다.